# Sundhedskartellet
Sundhedskartellet er en sundhedsfaglig centralorganisation, som består af i alt 11 fagforbund med i alt 119.877 medlemmer pr. 1. januar 2008.
Sundhedskartellet blev dannet i 1997 og er den største overenskomstforhandlingsorganisation på social- og sundhedsområdet. Formand er Dorthe Boe Danbjørg (Dansk Sygeplejeråd). Næstformand er Anne Lise Madsen (Danske Bioanalytikere).
- Dansk Sygeplejeråd – 75.066 medlemmer
- Dansk Tandplejerforening – 1.328 medlemmer
- Danske Psykomotoriske Terapeuter – 934 medlemmer
- Danske Bioanalytikere – 6.497 medlemmer
- Danske Fysioterapeuter – 10.276 medlemmer
- Ergoterapeutforeningen – 6.921 medlemmer
- Farmakonomforeningen – 5.648 medlemmer
- Radiograf Rådet – 1.615 medlemmer
- Jordemoderforeningen – 2.327 medlemmer
- Kost- og Ernæringsforbundet – 7.746 medlemmer
- Danske Fodterapeuter  – 1.820 medlemmer